# 日本のイスラム社会

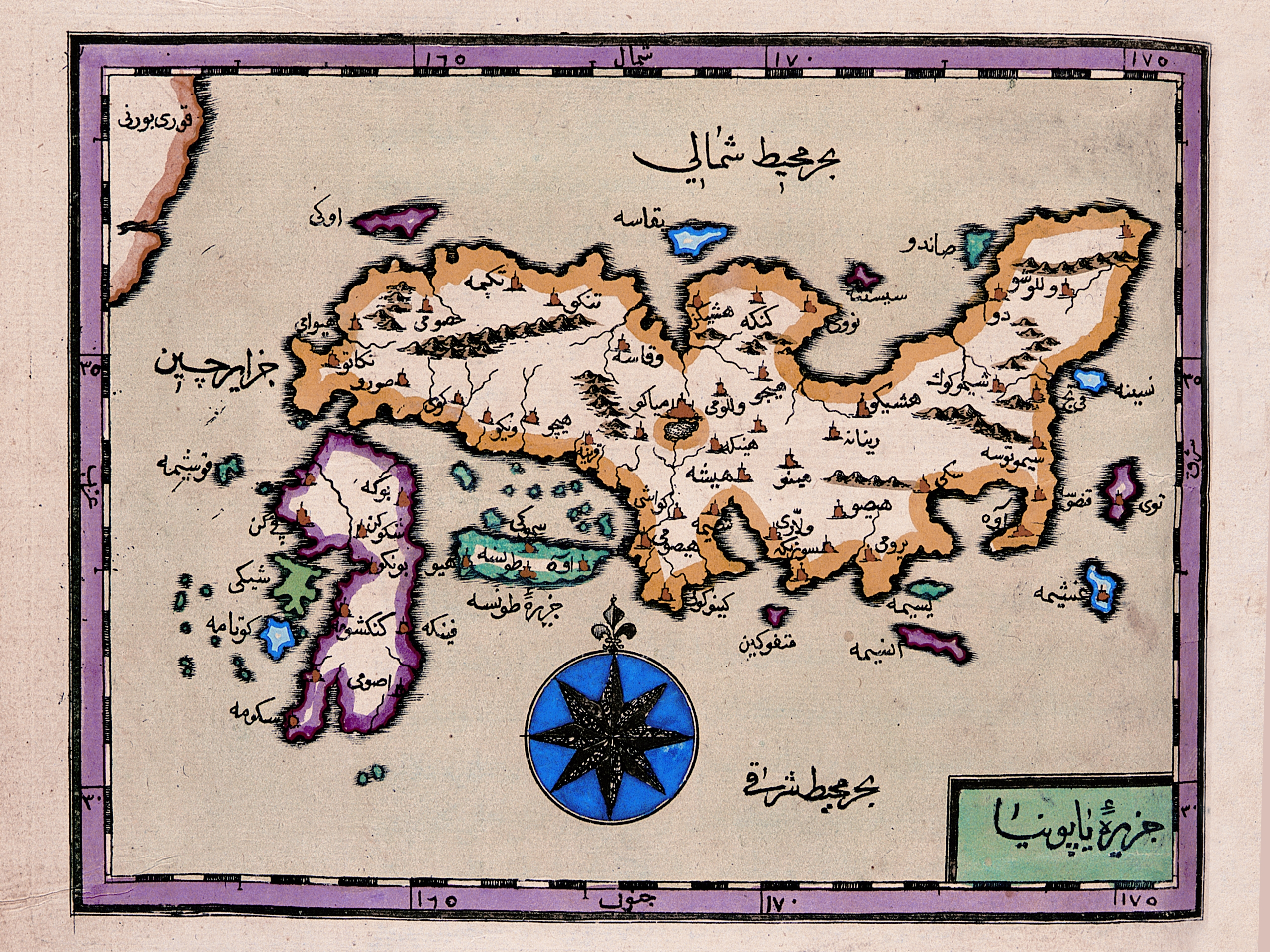
オスマン帝国のキャーティプ・チェレビー、イブラヒム・ミュテフェッリカによって発行された日本の地図

日本のイスラム教社会（にっぽん/にほんのイスラムきょうしゃかい）では、日本におけるイスラム教徒の状況や彼らを取り巻く社会環境について記述する。

## 概要
古来、イスラム世界において、日本は「ワクワク（アラビア語: الواق واق, 英語: al-Wāqwāq、諸説あるが、倭国の中国語発音が由来とされる）」として知られていた。
歴史的には、奈良時代にイスラム圏から玻璃器などの宝物が、シルクロードを通り、中国などを経由して日本にもたらされ、正倉院に保管されている。また、江戸時代にはオランダなどのヨーロッパからの情報として、イスラム圏に関する断片的な情報が日本にもたらされた。安土桃山時代には、中国やアラブからイスラム商人が訪日していたとも言われており、南蛮貿易などで東南アジアに渡った日本人商人の中には、イスラム教に改宗した者もいたとされる。

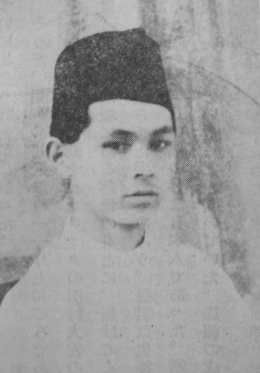
日本人ムスリム谷豊

日本に最初に入ってきたムスリム集団は、1917年のロシア革命によって国を追われた中央アジアのタタール人たちである。第二次世界大戦では、日本はインドネシアやマレーシアなどのイスラム教徒が多数を占める地域を占領、3年程度であるが、軍を主体とする占領統治を行った。明治以降は、多くの日本人が移民として世界各国に渡る時期でもあり、その中には谷豊などのように、マレーシアなどのイスラム教の勢力が大きい国に移住し、イスラム教に親しむ日本人もいた。ジッダにあったイギリス公使館から本国に宛てた報告には、1938年に7人の日本人が巡礼に来たとの記録が残っている。記録に残る限り、日本人で初めての改宗者は山田寅次郎、あるいは1891年（明治24年）の野田正太郎が最初とされる。
2010年現在の日本に住むムスリムは、1980年（昭和55年頃）から1990年代にかけてパキスタンやバングラデシュ、イランなど、東南アジアや中東から労働者として来日した者と、その家族の日本人配偶者（具体的な分類としてムスリム男性と国際結婚した日本人配偶者の女性及びインドネシア人女性の配偶者の日本人男性を含む）が中心となっている。

## 規模

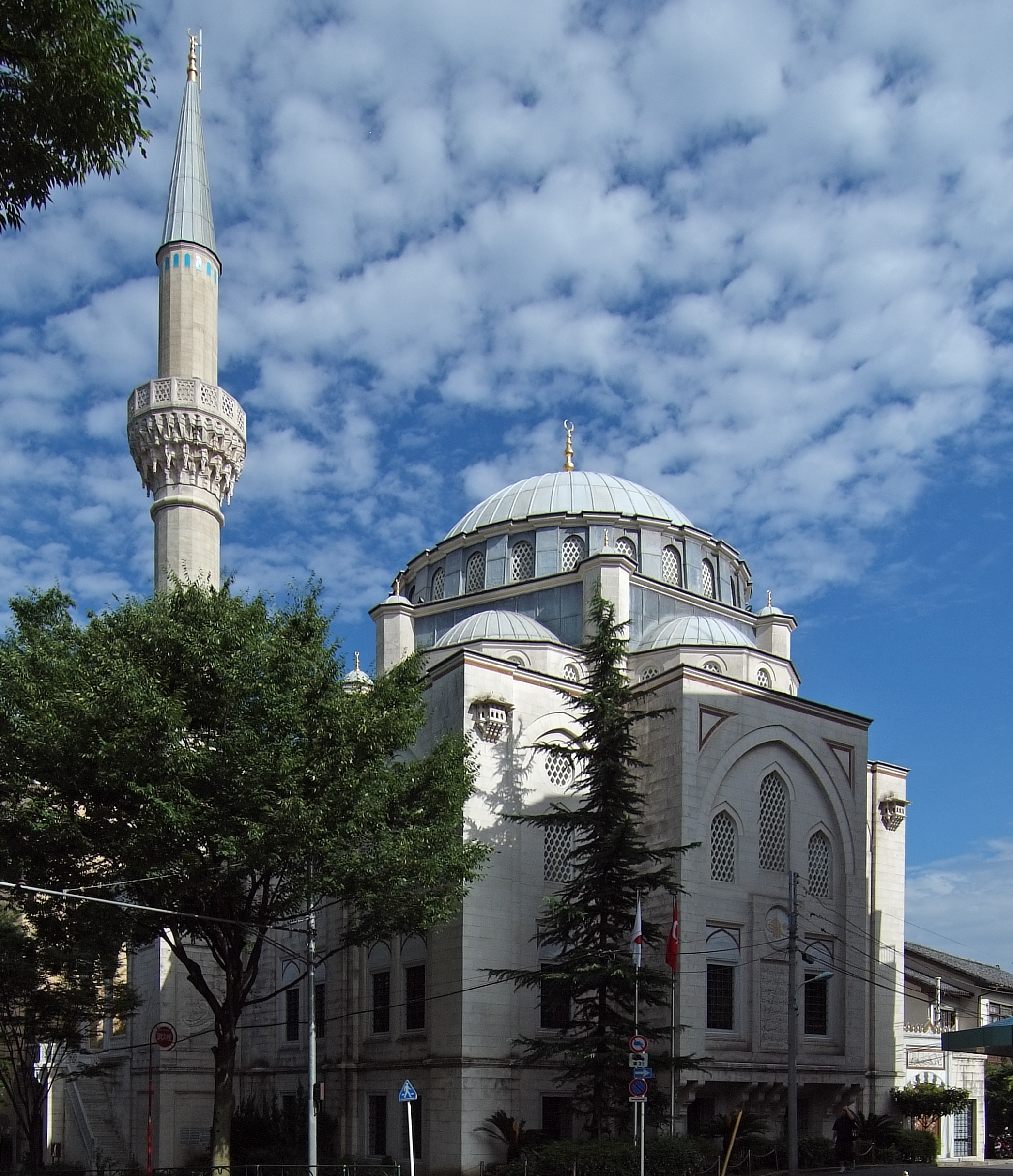
日本最大の規模を有するモスク、東京ジャーミイ

日本の行政では、宗教ごとの信者数は重視されておらず、これを詳しく調べた公的な統計は全くない。文部科学省の宗教統計調査である宗教年鑑というものはあるが、これは宗教団体の自己申告をまとめただけの大まかな調査であり、その裏付けもほぼ行われていない。神道と仏教の信者数の合計だけで、日本の総人口を遥かに上回る2億近くになり、イスラム教に至っては天理教や円応教など、全く関わりない新宗教と同じ「諸教」としてまとめられているため、イスラム教単独での信者数を数えるのは困難である。
文化庁が取りまとめた「宗務時報 No119」によれば、歴史上のムスリム人口は、1931年 - 1945年の戦中期の滞日ムスリム人口は500人から700としている。他、1953年に日本人ムスリムによって結成された日本ムスリム協会の創立時会員数は47名、1969年の外国人ムスリム人口は約1500人、1984年の滞日ムスリム人口は、約8000人という数字を上げている。「宗務時報 No119」では、2010年末の滞日ムスリム人口は約11万人としている。ピュー・リサーチ・センターの調査では、2010年の滞日ムスリム人口は、約18万5千としている。
日本人ムスリムについても、700人程度とする調査から、2000人程度、最大で7万人という数字もあるなど、非常に開きがある。日本人ムスリムは、8割近くが外国人ムスリムとの結婚により改宗した者とされる。
日本のイスラム教徒は大半が外国人によって占められているのが特徴である。日本国内に滞在する外国人のうち、イスラム教徒が一定の割合を占める国の出身者として多いのがインドネシア人（約2万5000人）、バングラデシュ人（約1万1000人）、パキスタン人（約8800人）、イラン人（約5200人）、トルコ人（約2200人）、エジプト人（約1300人）、スリランカ人（1000人以上）、マレーシア人（4000人以下）、中国人（約4200人、回族約3500人、ウイグル族約700人）などである。
イスラム教徒が大多数を占める国家からの訪日者の場合、その大半がムスリムであると推測しうるが、イスラム教徒の比率が低い国、または少数派の国からの訪日者の場合、それに占めるムスリム比率を推測するのは困難である。

## 日本のイスラム社会の特徴

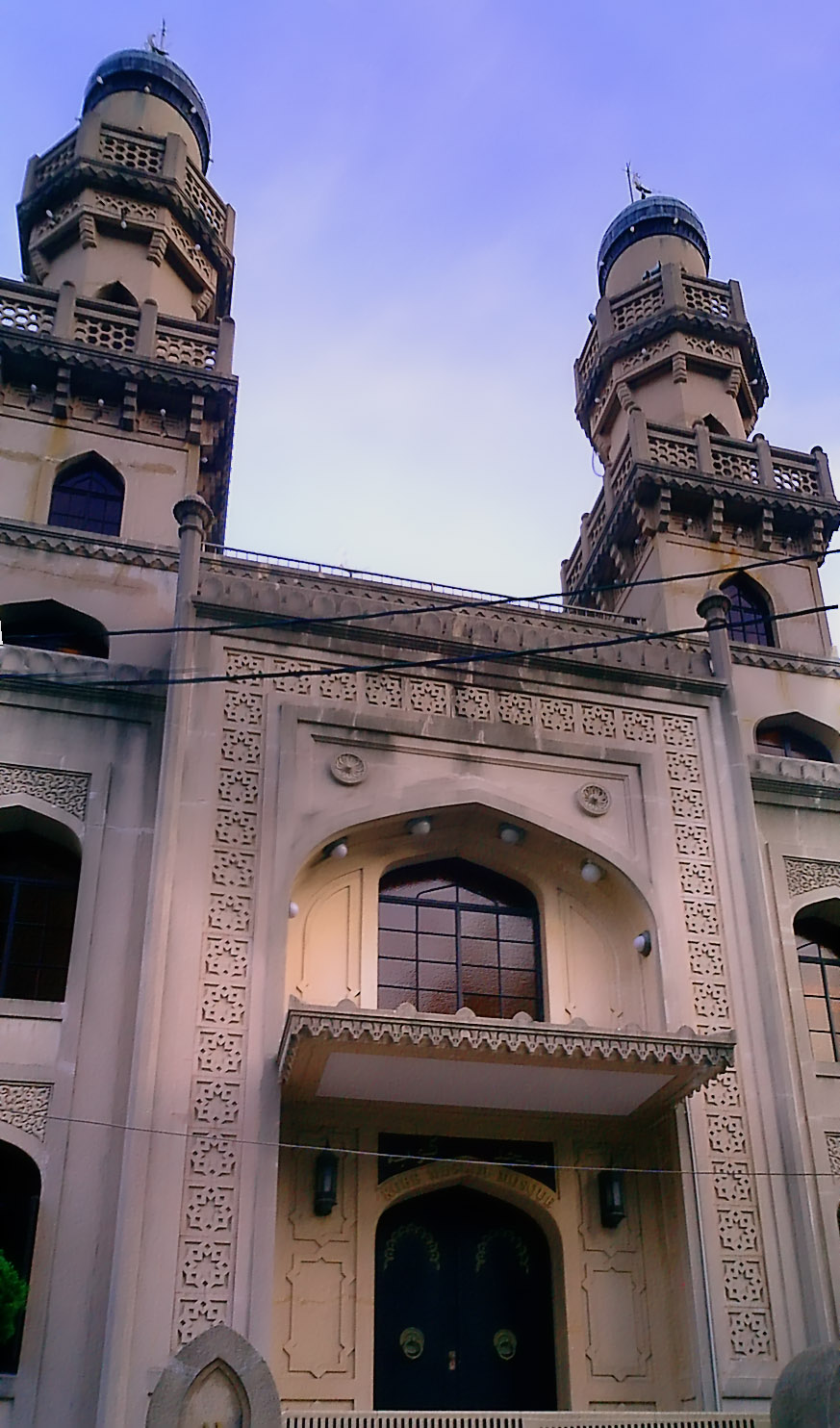
日本最古の歴史を持つモスク、神戸モスク

日本以外の、アジアの非イスラム教国の多くは、国内に自国民のイスラム教徒の集団を抱えている。東南アジアやインドではイスラム王朝の支配を経験したこともあるため、当時の支配層や商人の子孫が現地人と混血、同化した形でイスラム教徒として社会の一部を形成している例もある。
台湾に関しても、中国大陸から移住した回族によるイスラム教コミュニティが存在している。しかし、日本列島は直接イスラム圏と接しておらず、イスラム王朝からの支配を受けたことも無かったため、自国民のイスラム教徒は極めて少数である。
日本のイスラム教徒の大半は外国人であるため、選挙権を持つ者は非常に少ない。そのためイスラム教徒の移民を多く抱える西欧各国とは異なり、イスラム教徒による社会問題や政治活動等は日本国内において大きな問題とはなっていない。
現在、日本国内で行われる、イスラム教徒の礼拝や集会における説教は日本語ではほとんど行われることがない。英語、もしくは、ウルドゥー語、タミル語、インドネシア語、トルコ語などのイスラム教徒の出身国の使用言語がそのまま使用されている。クルアーンに則り、知識層ではアラビア語もよく使われる。
2013年7月より、日本は東南アジア諸国のビザを緩和したため、訪日外国人旅行客が急増している。ムスリムの多いマレーシアやインドネシアからの観光客も増えているが、日本国内にはまだムスリムの生活に適合した施設が少ないため、観光客に不便を強いることがある。これら外国人に対応するため、ムスリムやイスラム教に関する勉強会が各地で開かれるようになっている。イスラム式の礼拝堂の設置も増えてきている。イスラム教徒の留学生も増えており、一部の大学ではハラールに適合したメニューを学生食堂に加えたり、礼拝の場を設けるなどの対策を行っている。全国大学生協連合会によると、2014年時点で、少なくとも日本の19の大学で、ハラール食が提供されているという。
日本に定住するムスリムが増加しイスラム教徒用墓地が不足しているという問題が出てきた。
2010年にイスラム教の埋葬工法として衛生的かつ埋葬時の安全性のあるコンクリート構造の埋葬システムを勝澤洋が考案し日本で初めて清水霊園イスラーム墓地で施工したとされる。
2023年現在、日本のイスラム教霊園は10ヶ所ほどしかないため日本に住むイスラム教徒の悩みでもある。

## 在日ムスリムの出身国

### イスラム教徒の比率が高い国の出身者
これらの国からの訪日者は、その全てがムスリムであるとは言い切れないが、本国におけるムスリム比率が圧倒的多数であるため、おおよそ、訪日者の年齢、性別、出身地、訪日目的などを問わず、ムスリムであると推測しうる。
| (1)出身国        | 訪日者数 | 宗派、学派                 | 本国におけるムスリム比率 | 主な使用言語                       |
| ---------------- | -------- | -------------------------- | ------------------------ | ---------------------------------- |
| インドネシア     | 25,097人 | シャーフィー派             | 88.2%                    | インドネシア語                     |
| バングラデシュ   | 11,015人 | ハナフィー派               | 89.6%                    | ベンガル語                         |
| パキスタン       | 8,789人  | ハナフィー派               | 96.3%                    | ウルドゥー語                       |
| イラン           | 5,227人  | 12イマーム派               | 99.4%                    | ペルシア語                         |
| トルコ           | 2,275人  | ハナフィー派               | 98%                      | トルコ語                           |
| エジプト         | 1,366人  | シャーフィー派             | 94.6%                    | アラビア語                         |
| アフガニスタン   | 593人    | ハナフィー派               | 99.7%                    | ペルシア語、パシュトー語           |
| ウズベキスタン   | 495人    | ハナフィー派               | 96.3%                    | ウズベク語                         |
| サウジアラビア   | 349人    | ワッハーブ派               | 97%                      | アラビア語                         |
| モロッコ         | 345人    | マーリキ派                 | 99%                      | アラビア語                         |
| チュニジア       | 294人    | マーリキ派                 | 90.5%                    | アラビア語                         |
| ギニア           | 249人    | マーリキ派                 | 84.4%                    | スス語、フラニ語、マンディンカ語他 |
| セネガル         | 233人    | マーリキ派                 | 96.0%                    | ウォロフ語                         |
| ヨルダン         | 173人    | ハナフィー派               | 98.2%                    | アラビア語                         |
| シリア           | 158人    | ハナフィー派、アラウィー派 | 92.2%                    | アラビア語                         |
| アルジェリア     | 149人    | マーリキ派                 | 98.0%                    | アラビア語                         |
| マリ共和国       | 128人    | マーリキ派                 | 92.3%                    | マンディンカ語他                   |
| キルギス         | 104人    | ハナフィー派               | 86.3%                    | キルギス語                         |
| イラク           | 75人     | 12イマーム派、ハナフィー派 | 99%                      | アラビア語                         |
| アルバニア       | 49人     | ハナフィー派               | 79.9%                    | アルバニア語                       |
| アゼルバイジャン | 45人     | 12イマーム派               | 99.2%                    | アゼルバイジャン語                 |
| イエメン         | 45人     | シャーフィー派、ザイド派   | 99.1%                    | アラビア語                         |
| リビア           | 36人     | マーリキ派                 | 96.6%                    | アラビア語                         |
| オマーン         | 31人     | イバード派                 | 87.7%                    | アラビア語                         |
| クウェート       | 30人     | マーリキ派                 | 95%                      | アラビア語                         |
| モルディブ       | 29人     | シャーフィー派             | 98.4%                    | ディベヒ語                         |
| ガンビア         | 27人     | マーリキ派                 | 95%                      | マンディンカ語                     |
| アラブ首長国連邦 | 25人     | マーリキ派                 | 76.2%                    | アラビア語                         |
| タジキスタン     | 19人     | ハナフィー派               | 84.1%                    | タジク語                           |
| カタール         | 15人     | ハンバリー派               | 77.5%                    | アラビア語                         |
| バーレーン       | 11人     | マーリキ派                 | 81.2%                    | アラビア語                         |
| モーリタニア     | 10人     | マーリキ派                 | 99.1%                    | アラビア語                         |
| トルクメニスタン | 9人      | ハナフィー派               | 93.1%                    | トルクメン語                       |
| ニジェール       | 8人      | マーリキ派                 | 98.6%                    | ハウサ語                           |
| ジブチ           | 5人      | シャーフィー派             | 96.9%                    | ソマリ語、アファル語、アラビア語   |
| ソマリア         | 4人      | シャーフィー派             | 98.5%                    | ソマリ語、アラビア語               |
| コモロ           | 1人      | マーリキ派                 | 98.3%                    | コモロ語、アラビア語               |

### ムスリムの比率が比較的低い国の出身者
これらの国は、ムスリムが多数派の国家ではあるものの、本国内のムスリム比率が低いため、訪日者の、年齢や、性別、出身地、訪日目的などによっては、ムスリムではない可能性がある。
| (2)出身国                | 訪日者数 | 宗派、学派                 | 本国におけるムスリム比率 | 主な使用言語、備考                                                       |
| ------------------------ | -------- | -------------------------- | ------------------------ | ------------------------------------------------------------------------ |
| マレーシア               | 7,910人  | シャーフィー派             | 60.4%                    | マレー語。中国人系など非ムスリムの来日者も多い。                         |
| スーダン                 | 170人    | マーリキ派                 | 71.0%                    | アラビア語。南部出身者など非ムスリムも多い。                             |
| カザフスタン             | 133人    | ハナフィー派               | 56.4%                    | カザフ語。ロシア人系住民など非ムスリムも多い。                           |
| レバノン                 | 64人     | ハナフィー派、12イマーム派 | 59.3%                    | アラビア語。キリスト教徒など非ムスリムも多い。                           |
| ブルネイ                 | 36人     | シャーフィー派             | 67.2%                    | マレー語。中国系など非ムスリムも多い。                                   |
| ボスニア・ヘルツェゴビナ | 22人     | ハナフィー派               | 40%                      | セルボ・クロアチア語。セルビア人系、クロアチア人系など非ムスリムも多い。 |
| チャド                   | 5人      | マーリキ派                 | 55.6%                    | アラビア語他。南部出身者など非ムスリムも多い。                           |

### その他、ムスリムが少数派の国の出身者
これらの国は、本国内ではムスリムは少数派であるが、訪日者の日本国内のイスラム社会に占める位置が比較的大きいことから、いくつかの国家を取り上げる。
| (3)出身国    | 訪日者数  | 宗派、学派                   | 本国におけるムスリム比率 | 主な使用言語、備考 |
| ------------ | --------- | ---------------------------- | ------------------------ | --- |
| 中国         | 519,561人 | ハナフィー派                 | 1.6%                     | 中国語（回族）。ウイグル語（ウイグル族）。本国のイスラム教徒比率は微々たるものだが、来日者の絶対人口が多く、かつ、回族の比較的多い都市部や東北地方、華北の出身者が多いため、日本国内の来日中国人におけるムスリム人口（ムスリムが多数派を占める少数民族の人口）は少なくない。回族約3,500人。ウイグル族約700人。                      |
| スリランカ   | 9,013人   | シャーフィー派               | 8.5%                     | タミル語。本国のムスリム比率は高くないが、日本国内のイスラム社会においては大きな位置を占めており、モスクの運営や、ムスリムの指導、イスラム食品の流通に当たる者が多い。また、日本国内のいくつかのモスクでは多数派を占める。来日者に占める正確なムスリム人口は不明だが、訪日スリランカ人の50〜60%を占めるのではないかと言われている。 |
| インド       | 16,988人  | ハナフィー派、シャーフィー派 | 13.4%                    | ウルドゥー語他。日本のイスラム社会の最初期にモスクの建設やイスラム社会の運営に携わったものが多く存在していた。訪日者数、本国のイスラム教徒比率ともに多いが、正確なムスリム人口は不明。 |
| ナイジェリア | 2,389人   | マーリキ派                   | 50.4%                    | ハウサ語他。キリスト教徒など非ムスリムも多いが、本国のムスリム比率は半数を上回る。アフリカ大陸の国家の中では最大の訪日者数を持つ。ムスリム人口は不明。 |
| ロシア       | 7,110人   | ハナフィー派、12イマーム派   | 11.7%                    | タタール語アゼルバイジャン語他。日本のイスラム社会の最初期にモスクの建設やイスラム社会の運営に携わったものが多く存在した。訪日者におけるムスリム人口は不明。 |